# フォレオ大津一里山
フォレオ大津一里山（フォレオおおついちりやま）は、滋賀県大津市にある複合商業施設。大和ハウス工業が運営している。

## 概要
ヤンマー研究所跡地に建設された商業施設で、「住宅・商業・工業用地一体開発事業」の一環として建設された。
構造は、地上2階、地下1階。フォレオという名前は、F（Forest：森）、O（Oasis：憩いの場所）、L（Life：暮らし）、E（Ecology：環境）、O（On&Off：オン・オフ）の頭文字を取って付けられたものである。キャッチコピーは「毎日の、ちょっとイイを発明する」。コンセプトは、「毎日の、ちょっとイイ発見をする。“ママがよろこぶ”ショッピングモール」。
初年度の年間売上高見込みは150億円、年間来場者数見込みは500万人としていた。
1階に入居している大垣書店は、書店として滋賀県内最大の店舗面積（900坪。当時の最大規模は400坪）となっている。また、東海道新幹線に隣接する立地を活かして「新幹線展望テラス」が設置されている。

## 施設構成
- 地階：スポーツクラブ・駐車場

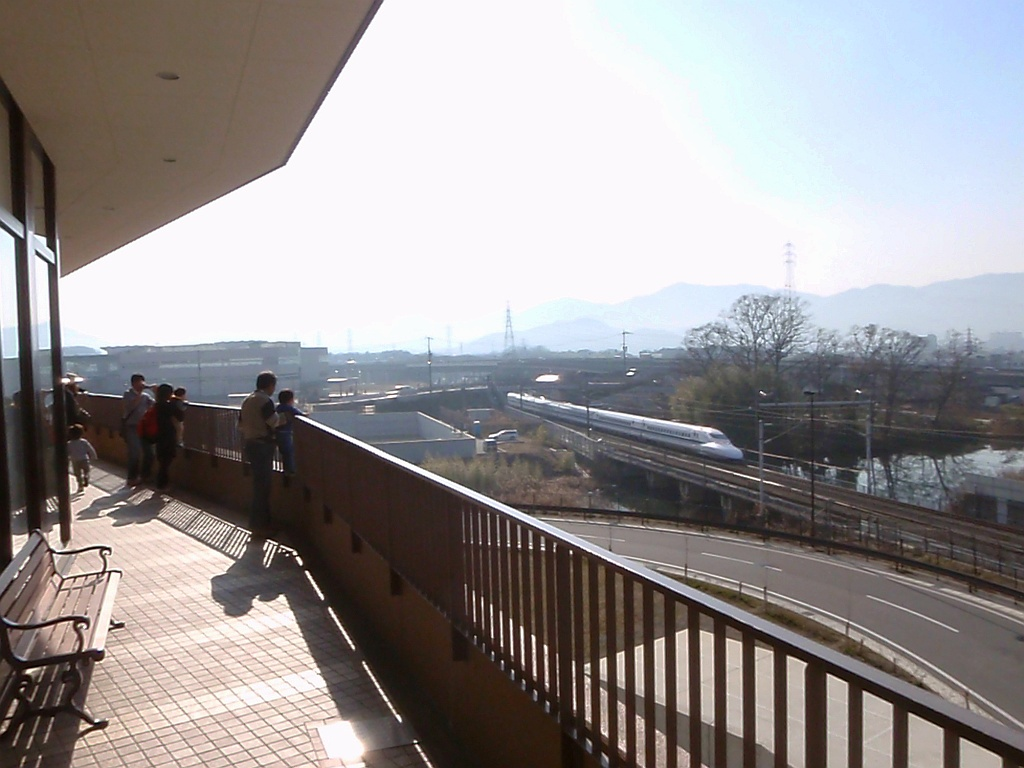
新幹線展望テラス（2010年）

- 1階：スーパーマーケット・書店・専門店街・レストラン街
- 2階：家電量販店・専門店街・フードコート・新幹線展望テラス
- 屋上：駐車場

## 主な店舗

### 地階
- スポーツクラブNAS（スポーツクラブ）

### 1階
- ピアゴ一里山店（スーパーマーケット）[注 1]
- 大垣書店（書店、書籍・文具・CDなど）
- ソフトバンク瀬田（ソフトバンクショップ）
- パソコン工房（PCパーツ・パソコン・周辺機器）

### 2階
- エディオン（家電量販店）
- ユニクロ

※他の店舗に関する情報はショップガイドを参照。

## 沿革
- 2007年（平成19年）11月 - 着工
- 2008年（平成20年）11月21日 - グランドオープン
- 2014年（平成26年）3月21日 - グランドリニューアルオープン

## アクセス

### 公共交通機関
- 帝産バス：JR琵琶湖線（東海道本線）瀬田駅から5分、「瀬田公園」停留所下車[5]。

### 自動車
- 京都方面から
  - 滋賀県道2号大津能登川長浜線の瀬田大江町交差点で左折し、その先すぐ[5]。
- 草津方面から
  - 滋賀県道2号大津能登川長浜線の瀬田大江町交差点で右折し、その先すぐ[5]。